# Gérard Sulon
Gérard Sulon (Vottem, 3 april 1938 – 18 oktober 2020) was een Belgisch voetballer die speelde als middenvelder. Hij voetbalde in Eerste klasse bij Club Luik  en Crossing Schaarbeek en speelde zes interlandwedstrijden met het Belgisch voetbalelftal.

## Loopbaan
Sulon debuteerde in 1957 samen met zijn tweelingbroer Albert in het eerste elftal van toenmalig Eersteklasser Club Luik. Gérard speelde in het middenveld terwijl Albert in de verdediging speelde. Gérard verwierf spoedig een vaste basisplaats in de ploeg die op dat moment een behoorlijke subtopper was in de hoogste afdeling. Sulon behaalde met de ploeg tweemaal een tweede plaats (1959 en 1961). In de Jaarbeursstedenbeker 1963/64 bereikte de ploeg de halve finales die ze verloren tegen Real Zaragoza nadat in een eerder stadium Arsenal FC werd uitgeschakeld.
De broers Sulon bleven er voetballen tot in 1968. Albert trok naar Tilleur FC terwijl Gérard naar Crossing Molenbeek ging dat op dat moment actief was in Tweede klasse. Hij behaalde er met de ploeg een tweede plaats met evenveel punten als AS Oostende waardoor de promotie naar Eerste klasse nipt gemist werd.
Crossing Molenbeek werd na een fusie Crossing Schaarbeek en keerde na het volgende seizoen terug naar eerste klasse. Crossing eindigde in de volgende seizoenen steevast in de staart van de rangschikking en kon in 1973 de degradatie naar Tweede klasse niet vermijden. Sulon zette op dat moment een punt achter zijn carrière op het hoogste niveau. Hij speelde in totaal 380 wedstrijden in Eerste klasse en scoorde hierbij 43 doelpunten.
Tussen 1960 en 1967 werd Sulon in totaal 12 maal geselecteerd voor het Belgisch voetbalelftal. Het duurde nog tot in 1964 vooraleer hij voor de eerste maal in een wedstrijd mocht meespelen. In de periode 1964-1965 speelde hij zes wedstrijden met de nationale ploeg waarvan vier wedstrijden samen met zijn tweelingbroer Albert.

## Sportieve familie
Gérard Sulon is de schoonvader van Jean-Luc Grandjean die jarenlang aanvoerder was van de Belgische handbalploeg en is de grootvader van zwemmer Yoris Grandjean die voor België deelnam aan de Olympische Zomerspelen 2008.